# Таймас Губденский
Таймас (Таймаз) Губденский (дарг. Губдалан Таймас; конец XVIII века, Губден, Дагестан — 24 августа 1859 года, Гуниб, Дагестан) — северо-кавказский военный деятель и один из приближённых наибов имама Шамиля, участник Кавказской войны 1817—1864 годов.

## Биография
Таймас Губденский родился в конце XVIII века в селе Губден. Выделялся своей смелостью и отвагой. Он был выходцем из обычной крестьянской семьи. Служил нукером у шамхала Тарковского.
По преданию он совершил какое-то преступление. Старшина села Джанай с сельским кадием решили за это отрезать ему кончик носа. Таймас принял это за оскорбление и ушёл к Шамилю, чтобы отомстить обидчикам. Затем он тайно приехал в Губден и убил Джаная.
По другой версии, он относился враждебно к шамхальской семье за произвол, поэтому он выехал к Шамилю в знак протеста против гнёта феодалов. По приказу шамхала Тарковского ему отрезали кончик носа. В одном из боёв против царских войск он убил 11 солдат. Когда устал настолько, что не мог держать саблю, его захватили в плен. На допросе у генерал-губернатора Дагестана в Темир-Хан-Шуре он сказал, что Шамиля невозможно победить, но можно купить. Генерал дал ему большую сумму денег и отправил к Шамилю, а он половину из них раздал семьям погибших мюридов, половину передал в казну имамата.
25 октября 1858 года. «Магомет-Иман Газальев собрал всю свою татарскую милицию — около двухсот человек — и ещё сто человек охотников» и вступает в бой с отрядом горцев «под предводительством известного абрека Гобдана "(Губдена), именуемого Таймас Гумыш-Бурун". В полдень увидели дым вблизи дороги на Карабудахкент, с конвоем (12 человек) двинулись туда и встретили группу татар. «Люди в папахах узнали нас или, лучше сказать, узнали своих друзей. Они кричали "ура!", а некоторые подняли руки с ношей, нам уже понятной. Раздались крики: "Головы! Головы!" Не стоило спрашивать, что это были за трофеи. Красноречивей всего выглядели четыре или пять отрубленных и окровавленных голов, ещё более живописными были уши, вдетые на рукоятки нагаек. Но вот прибыл и арьергард; он вез трех мертвых и пять пленных. Ещё трое раненых едва могли держаться на своих конях и ехали шагом. Пятнадцать горцев были убиты, трупы их находились в полумиле от нас, в овраге Зилли-Кака».

Военный историк В. Потто в одном из своих трудов писал:
«У горцев превосходил своими наездами губденовский абрек по имени Гумуш-Бурун — „серебряный нос“, получивший такое заглавие потому, что собственного носа он лишился в каком-то бою».
Биограф имама Шамиля Абдурахмах Гази-Кумухский пишет об участии Таймаза в набеге на аул Охли:
«Однажды наиб Абакар Хаджи из Акуша организовал для набега на даргинский аул Охли отряд во главе с командиром его (Доного М.) братом, известным смельчаком Хамзатом из Гоцо. На окраине аула Охли стояли караульные казармы с небольшим орудием на крыше для тревоги. Нападавшие приготовили деревянную лестницу и арбу, вечером подошли к аулу, окружили казарму, а на крышу взошел мухаджир из Акуша Таймаз по кличке „серебряный нос“ с двумя мюридами. Они убили солдата, охранявшего орудие, сбросили пушку с крыши на землю и, погрузив на арбу, увезли».
Сообщается, что Таймас угнал табун лошадей из Грузии, убил прославленного грузинского героя Азнаура, который с группой воинов преследовал его, и привел табун к Шамилю, а коня Азнаура подарил сыну Шамиля Гази-Мухаммаду.

### Гибель
В августе 1859 года пало государство имама Шамиля и он начал отступление на Гуниб, вместе с ним был также наиб Таймас.
Максуд Алиханов-Аварский пишет, что: поднимаясь на верхний Гуниб, Шамиль оставил у завала, устроенного на восточном скате горы, пост из 40 солдат, преимущественно мухаджиров, при двух орудиях под командованием Таймаса. Сразу после выезда Шамиля на рассвете к этому завалу поднялся с восточной стороны русский отряд — два ширванских батальона полковника Канаповича с четырьмя орудиями. Шамиль встретил отряд выстрелами из пушек, но затем сбросил орудия в кручу и с пятью солдатами поспешно поднялся на Гуниб, чтобы не быть отрезанным от него другой русской колонной.  После перестрелки отряд Таймаса также оставил завал, однако путь к аулу им преградил другой отряд с юга, они оказались в окружении. Таймас и его люди выхватили кинжалы и шашки и кинулись на русских. Завязалась почти минутная рукопашная схватка, в которой погибли все мухаджиры без исключения и не меньшее число русских. Это был единственный жаркий и кровавый эпизод в день падения Гуниба. Князь Александр Барятинский писал: «В этой схватке мы русские потеряли около 100 человек, почти исключительно изрубленных шашками и кинжалами». Хаджи Али Чохский по этому поводу добавляет: «… никто из них не успел пробраться в селение к Шамилю. Это были самые храбрейшие. Если бы эти мюриды успели достигнуть селения, то ещё дня три продолжилась бы осада селения Гуниб…».

Русский командир батальона Штанге писал:
«Горцы, окончательно выбитые из леса, ринулись в долину поодиночке, кучами и наконец целой толпой. Вся эта партия состояла из отчаянных мюридов, которыми предводительствовал беглый абрек Таймас <...> Таймас наткнулся на прапорщика Корганова, который убил его из револьвера».
Таймас имел 3 ордена Имамата за храбрость. Ордена были сняты с него после убийства прапорщиком Коргановым, а затем хранились у командира Штанге.

## В фольклоре
Героическая смерть Таймаза также зафиксирована в устном народном творчестве народов Дагестана. Исторически не достоверный кумыкский рассказ:
У Шамиля были три наиба, которым он очень доверял: губденец Таймаз Серебряный нос, отец Нажмутдина Гоцинского Динигуну (Доного) и Хаджимурад. Когда Шамиль держал оборону на Гунибской горе, он каждую ночь поручал по очереди стеречь тропинку в Гуниб Таймазу и Хаджимураду. Динигуну обиженно сказал Шамилю, что он против имама ничего коварного не совершал, почему же ему не доверяют охранять тропинку? Шамиль согласился поручать и ему. Тогда Хаджимурад сказал: "Мой господин, ты ему поручил охрану, теперь сам увидишь, что будет", - и, обидевшись, ушел. В ту же ночь Динигуну предал Шамиля. Утром Таймаз вышел по нужде и видит, как по канату поднимаются неверные. Кругом уже так много их, словно червей на земле. Таймаз быстро пошел к Шамилю, спрашивает, видел ли он, что происходит. Шамиль сказал, что видел, смотрит в священную книгу, чтобы узнать, как ему следует поступить в данной ситуации. "Надо совершить газават", - сказал Шамиль. В это время члены его семьи с воплями бросились к нему, умоляя его не делать этого. Шамиль снова посмотрел на другую страницу книги и сказал: "Для меня теперь совершать газават - это харам, если члены семьи против, газават не будет принят (Аллахом), я прекращаю борьбу". "А я не прекращаю!" - сказал Таймаз, сел на коня, истребил всех поднявшихся на гору Гуниб, но и сам исчез: то ли он на небо вознесся, то ли сквозь землю провалился...

Шамиля повезли к царю. Царь спросил у генералов: "24 года вы не могли взять Шамиля в плен, как сейчас вам это удалось?". Те ответили, что купили Динигуну за фальшивые деньги: по краям пачек - настоящие деньги, а внутри - газетная бумага. Вызвал царь к себе Динигуну, сказал, что его обманули, подсунув вместо денег ничего не стоящие бумажки, что он, царь, исправит это, дав ему досыта нечто более ценное, приказал вскипятить пуд масла и пуд свинца и влить все это в горло Динигуну. В обоснование такого жестокого наказания царь сказал: "Раз ты такое коварство совершил даже против своего господина, то против меня ты способен совершить что угодно".